# Dinamarca en la Copa Mundial de Fútbol de 1986
La Selección de Dinamarca fue una de las 24 participantes en el Mundial de Fútbol de 1986 realizado en México y el que sería su debut en la Copa Mundial de Fútbol.
Dinamarca había llegado a semifinales en la Eurocopa 1984, cayendo por penales ante España y contaba en sus filas, con jugadores como Elkjær Larsen y sobre todo la joven estrella Michael Laudrup.
El conjunto danés compartió grupo E con Alemania Federal, Uruguay que era el vigente campeón americano y el seleccionado de Escocia dirigido por Sir Alex Ferguson. Accedió a octavos de final como ganador del grupo y enfrentó a España, cayendo por 5-1 en una de las mayores sorpresas de la historia del fútbol siendo eliminados del Mundial.

## Clasificación

### Grupo 6
| Pos. | Equipo          | Pts. | PJ | G | E | P | GF | GC | Dif. | Clasificación           |     | DEN | URS | SUI | IRL | NOR |
| ---- | --------------- | ---- | -- | - | - | - | -- | -- | ---- | ----------------------- | --- | --- | --- | --- | --- | --- |
| 1    | Dinamarca       | 16   | 8  | 5 | 1 | 2 | 17 | 6  | +11  | Clasifica a México 1986 |     | —   | 4–2 | 0–0 | 3–0 | 1–0 |
| 2    | Unión Soviética | 14   | 8  | 4 | 2 | 2 | 13 | 8  | +5   | Clasifica a México 1986 |     | 1–0 | —   | 4–0 | 2–0 | 1–0 |
| 3    | Suiza           | 10   | 8  | 2 | 4 | 2 | 5  | 10 | −5   |                         |     | 1–0 | 2–2 | —   | 0–0 | 1–1 |
| 4    | Irlanda         | 8    | 8  | 2 | 2 | 4 | 5  | 10 | −5   |                         | 1–4 | 1–0 | 3–0 | —   | 0–0 |     |
| 5    | Noruega         | 6    | 8  | 1 | 3 | 4 | 4  | 10 | −6   |                         | 1–5 | 1–1 | 0–1 | 1–0 | —   |     |

 Fuente: 

## Plantel
Entrenador:  Sepp Piontek
| No. | Pos. | Jugador              | Fecha de nacimiento (edad)         | Apa. | Club              |
| --- | ---- | -------------------- | ---------------------------------- | ---- | ----------------- |
| 1   | POR  | Troels Rasmussen     | 4 de julio de 1961 (24 años)       | 15   | AGF               |
| 2   | DEF  | John Sivebæk         | 25 de octubre de 1961 (24 años)    | 36   | Manchester United |
| 3   | DEF  | Søren Busk           | 10 de abril de 1953 (33 años)      | 46   | MVV               |
| 4   | DEF  | Morten Olsen         | 14 de agosto de 1949 (36 años)     | 79   | Anderlecht        |
| 5   | DEF  | Ivan Nielsen         | 9 de octubre de 1956 (29 años)     | 31   | Feyenoord         |
| 6   | MED  | Søren Lerby          | 1 de febrero de 1958 (28 años)     | 51   | Bayern Munich     |
| 7   | MED  | Jan Mølby            | 4 de julio de 1963 (22 años)       | 20   | Liverpool         |
| 8   | DEL  | Jesper Olsen         | 20 de marzo de 1961 (25 años)      | 26   | Manchester United |
| 9   | MED  | Klaus Berggreen      | 3 de febrero de 1958 (28 años)     | 32   | Pisa              |
| 10  | DEL  | Preben Elkjær        | 11 de septiembre de 1957 (28 años) | 56   | Hellas Verona     |
| 11  | MED  | Michael Laudrup      | 15 de junio de 1964 (21 años)      | 30   | Juventus          |
| 12  | MED  | Jens Jørn Bertelsen  | 15 de febrero de 1952 (34 años)    | 58   | Aarau             |
| 13  | MED  | Per Frimann          | 4 de junio de 1962 (23 años)       | 10   | Anderlecht        |
| 14  | DEL  | Allan Simonsen       | 15 de diciembre de 1952 (33 años)  | 53   | Vejle             |
| 15  | MED  | Frank Arnesen        | 30 de septiembre de 1956 (29 años) | 45   | PSV               |
| 16  | POR  | Ole Qvist            | 25 de febrero de 1950 (36 años)    | 38   | KB                |
| 17  | DEF  | Kent Nielsen         | 28 de diciembre de 1961 (24 años)  | 4    | Brønshøj          |
| 18  | DEL  | Flemming Christensen | 10 de abril de 1958 (28 años)      | 10   | Lyngby            |
| 19  | DEL  | John Eriksen         | 20 de noviembre de 1957 (28 años)  | 5    | Feyenoord         |
| 20  | MED  | Jan Bartram          | 6 de marzo de 1962 (24 años)       | 3    | AGF               |
| 21  | DEF  | Henrik Andersen      | 7 de mayo de 1965 (21 años)        | 6    | Anderlecht        |
| 22  | POR  | Lars Høgh            | 14 de enero de 1959 (27 años)      | 3    | Odense            |

## Participación

### Grupo E
| Equipo           | Pts | PJ | PG | PE | PP | GF | GC | Dif |
| ---------------- | --- | -- | -- | -- | -- | -- | -- | --- |
| Dinamarca        | 6   | 3  | 3  | 0  | 0  | 9  | 1  | 8   |
| Alemania Federal | 3   | 3  | 1  | 1  | 1  | 3  | 4  | -1  |
| Uruguay          | 2   | 3  | 0  | 2  | 1  | 2  | 7  | -5  |
| Escocia          | 1   | 3  | 0  | 1  | 2  | 1  | 3  | -2  |

| 4 de junio de 1986, 16:00 | Escocia | 0:1 (0:0) | Dinamarca         | Estadio Neza 86, Ciudad Nezahualcóyotl                             |                                                                    |
|                           |         | Reporte   | Elkjær Larsen 57' | Asistencia: 18.000 espectadores Árbitro(s): Lajos Nemeth (Hungría) | Asistencia: 18.000 espectadores Árbitro(s): Lajos Nemeth (Hungría) |

| 8 de junio de 1986, 16:00                               | Dinamarca                                                         | 6:1 (2:1) | Uruguay                | Estadio Neza 86, Ciudad Nezahualcóyotl                                       |                                                                              |
|                                                         | Elkjær Larsen 11', 67', 80' · Lerby 41' · Laudrup 52' · Olsen 88' | Reporte   | Francescoli 45' (pen.) | Asistencia: 26.500 espectadores Árbitro(s): Antonio Márquez Ramírez (México) | Asistencia: 26.500 espectadores Árbitro(s): Antonio Márquez Ramírez (México) |
| Esta es la peor derrota de Uruguay en una Copa Mundial. |                                                                   |           |                        |                                                                              |                                                                              |

| 13 de junio de 1986, 12:00 | Dinamarca                      | 2:0 (1:0) | Alemania Federal | Estadio La Corregidora, Querétaro                                   |                                                                     |
|                            | Olsen 43' (pen.) · Eriksen 62' | Reporte   |                  | Asistencia: 36.000 espectadores Árbitro(s): Alexis Ponnet (Bélgica) | Asistencia: 36.000 espectadores Árbitro(s): Alexis Ponnet (Bélgica) |

### Octavos de final
| 18 de junio de 1986, 16:00 | Dinamarca        | 1:5 (1:1) | España                                                       | Estadio La Corregidora, Querétaro                                     |                                                                       |
|                            | Olsen 33' (pen.) | Reporte   | Butragueño 43', 57', 80', 89' (pen.) · Goikoetxea 68' (pen.) | Asistencia: 38.500 espectadores Árbitro(s): Jan Keizer (Países Bajos) | Asistencia: 38.500 espectadores Árbitro(s): Jan Keizer (Países Bajos) |